# Stjepan Vukčić Kosača
Stjepan Vukčić Kosača (chirilică: Стјепан Вукчић Косача; n. 1404, Goražde, Federația Bosniei și Herțegovinei, Bosnia și Herțegovina – d. 22 mai 1466, Herceg Novi, Comuna Herceg Novi, Muntenegru) a fost cel mai puternic nobil din Regatul Bosniei din vremea sa. Membru al familiei nobile Kosača, a devenit Mare Duce al Bosniei la moartea unchiului său Sandalj Hranić. El a refuzat să recunoască ascensiunea regelui Tomaš al Bosniei, proclamându-se un herzog semi-independent, recunoscând mai întâi suzeranitatea Imperiului Otoman, apoi a Aragonului și din nou a Imperiului Otoman. Pacea a fost restaurată pentru un scurt timp prin căsătoria regelui Tomaš cu fiica lui Stjepan, Katarina, dar nu a durat mult. 
Titlul lui Stjepan, Herceg al Sfântului Sava (latină: Ducatus Sancti Sabae, sârbo-croată: Hercegovina Svetog Save / Херцеговина Светог Саве) a fost cel care a dat naștere denumirii otomane a Sangeacului de Herțegovina, stabilit după 1482, când domeniul familiei Kosača a intrat sub stăpânirea otomană și a făcut parte din Eyaletul Bosnia. Numele a rămas de atunci și este folosit pentru regiunea sudică a statului modern al Bosniei și Herțegovinei. Orașul Herceg Novi din Muntenegru, fondat de Tvrtko I al Bosniei mai întâi cu denumirea Sveti Stefan și apoi ca Novi (literalmente Nou), cunoscut și sub numele de Castelnuovo în italiană (cu sensul de: Noul Castel), care va deveni ulterior centrul administrativ al lui Stjepan și redenumit prin adăugarea titlului său de Herceg la numele Novi (Herceg Novi).

## Moștenire

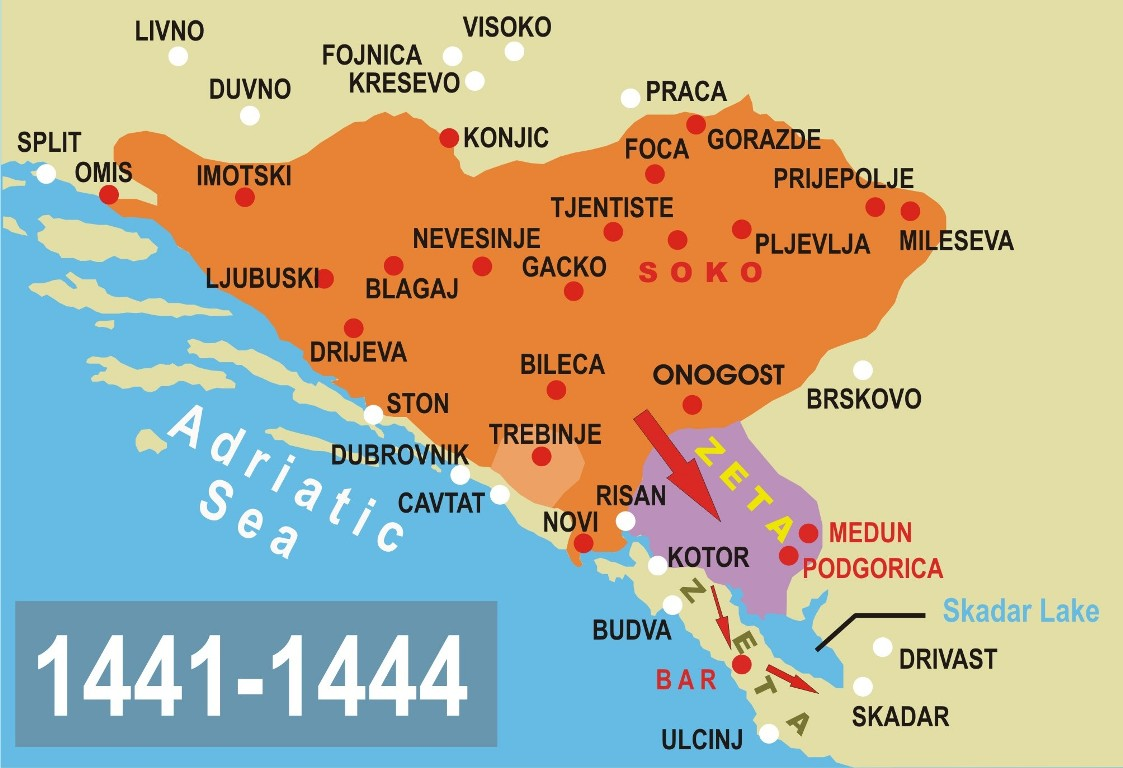
Ofensiva lui Stjepan Vukčić Kosača în Zeta (1441–44). Podgorica și Medun în Zeta de Sus și Bar în Zeta de Jos au fost cucerite.

Stjepan a fost fiul lui Vukac Hranić Kosača și al soției sale Katarina, care a fost fiica lui Hrvoje Vukčić Hrvatinić, precum și nepot de frate al lui Sandalj Hranić, Marele Duce al Bosniei. Împreună cu tatăl și unchii săi Sandalj și Vuk, Stjepan a fost admis în nobilimea Republicii Ragusa printr-o declarație dată la 29 iunie 1419, care a acordat, de asemenea, o casă familiei în Dubrovnik. Tatăl lui Sandalj a murit în 1432, iar când unchiul său a decedat la 15 martie 1435, Stjepan a fost cel care a moștenit pământurile și prestigiosul titlu ducal, devenind cel mai puternic vasal al regelui Tvrtko Kotromanić al II-lea al Bosniei. 
La sfârșitul lunii septembrie 1441, Kosača a cucerit teritoriul Zetei de Sus pe malul stâng al râului Morača. Stefan Crnojević, care a reprezentat întreaga familie Crnojević, i s-a alăturat în această campanie și a fost premiat de Kosača cu controlul asupra a cinci sate. 

## Război civil
Regele Tvrtko al II-lea a murit în septembrie 1443. Fiind un susținător ferm și aderent al Bisericii independente din Bosnia, Stjepan a refuzat să-l recunoască pe vărul regelui decedat și alesul acestuia ca moștenitor Thomas (Tomaš), convertit la catolicism, ca rege al Bosniei. În schimb, Stjepan l-a sprijinit pe fratele exilat al lui Thomas, Radivoj, un candidat susținut și de Imperiul Otoman. 
În 1443, papalitatea a trimis soli lui Thomas și Stjepan pentru a începe o contraofensivă împotriva otomanilor, dar cei doi se aflau în mijlocul unui război civil. Ivaniš Pavlović, trimis de regele Thomas, l-a atacat pe Stjepan Vukčić. Thomas a fost în același timp recunoscut de regentul maghiar Ioan de Hunedoara. Stjepan a apelat la regele Alfonso al V-lea al Aragonului, care l-a făcut „Cavaler al Fecioarei Maria”, dar nu l-a sprijinit cu trupe. La 15 februarie 1444, Stjepan a semnat un tratat cu regele Aragonului și Napoliului, devenind vasalul său, în schimbul ajutorului dat de Alfonso împotriva dușmanilor săi, respectiv regele Thomas, ducele Ivaniš Pavlović și Republica Veneția. În același tratat, Stjepan a promis să-i plătească un tribut regulat lui Alfonso în loc să-l plătească sultanului otoman așa cum făcuse până atunci.

### Pacea și căsătoria regală
În 1446, cei doi rivali au făcut pace. Stjepan Vukčić l-a recunoscut pe Thomas drept rege, iar granițele anterioare războiului au fost restaurate. Pacea a fost pecetluită prin căsătoria fiicei lui Stjepan, Catherine (Katarina) și a regelui Thomas, în mai 1446, căsătorie prin care Catherine s-a convertit la catolicism. Otomanii au fost nemulțumiți de această pace, întrucât interesul lor era de a împărți și cuceri Bosnia. Despotul Serbiei Đurađ Branković (Gheorghe Brancovici) a fost, de asemenea, nemulțumit din cauza Srebrenicei. În 1448, otomanii au trimis o expediție pentru a jefui pământurile regelui Tomaš, dar au jefuit și ținuturile lui Stjepan Vukčić. Stjepan Vukčić a trimis un sol despotului sârb Gheorghe Brancovici pentru a încerca să îmbunătățească relațiile dintre cei doi. Vukčić și-a unit apoi forțele cu acesta și au luptat împreună împotriva forțelor bosniace.

### Reînnoirea conflictului
În 1448, Stjepan Vukčić, în încercarea de a-și „consolida cauza în fața otomanilor”, a renunțat la titlul de Mare Duce al Bosniei și și-a asumat titlul de Herzog (duce) de Hum și al Coastei. Mai târziu, în 1449, într-o cascadorie de relații publice, și-a schimbat titlul în „Ducele Sfântului Sava”, după sfântul sârb, ale cărui relicve au fost păstrate la Mănăstirea Mileševa, în partea de est a provinciei sale. Această mișcare a dus la o creștere considerabilă a relațiilor sale publice, întrucât moaștele Sfântului Sava erau atunci, ca și acum, considerate făcătoare de minuni și obiecte cu proprietăți vindecătoare de către oamenii de toate credințele din regiune, dar probabil cea mai importantă mutare a sa a fost alierea cu despotul sârb, care i-a adus, după războiul împotriva regelui Tomaš, controlul asupra bogatului oraș minier Srebrenica. 
În 1451 Stjepan Vukčić a atacat Republica Ragusa și a asediat orașul. Cum a fost mai devreme nobil ragusan, guvernul Republicii Ragusa l-a proclamat acum trădător. O recompensă de 15.000 de ducați, un palat din Dubrovnik în valoare de 2.000 de ducați și un venit anual de 300 de ducați a fost oferit oricui l-ar ucide împreună cu promisiunea statutului de a fi numit nobil ragusan ereditar. Amenințarea pare să fi funcționat, deoarece Stjepan a abandonat asediul. După ce regele Thomas și despotul sârb s-au împăcat, Republica Ragusa a propus o ligă împotriva lui Stjepan. Carta lui Thomas de la 18 decembrie 1451, în afară de cedarea teoretică a unora dintre teritoriile lui Stjepan către Ragusa (el a ținut ferm aceste teritorii), a inclus și obligația ca acesta să-l atace pe Stjepan.

## Religie

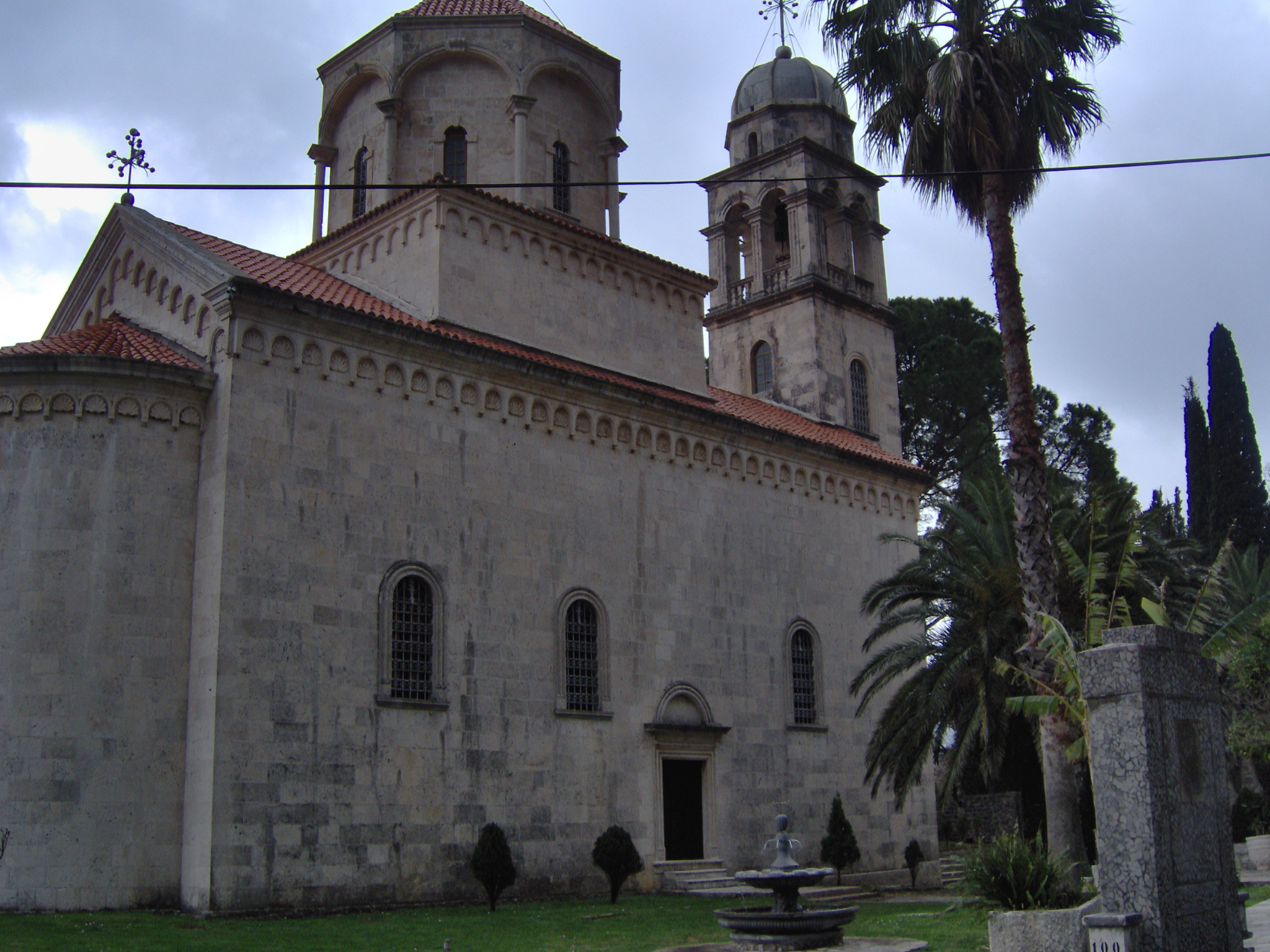
Mănăstirea Savina, fondată de Stjepan Vukčić Kosača

La fel ca majoritatea nobililor bosniaci ai vremii, Stjepan Vukčić s-a considerat un „krstjanin”, adică un credincios al Bisericii Bosniace. Atitudinea sa vizibilă față de Biserica Bosniacă a fost evidențiată atunci când regele Tvrtko al II-lea a murit în septembrie 1443, Stjepan a refuzat să-l recunoască pe vărul regelui decedat și alesul acestuia ca noul rege al Bosniei, creând astfel o criză politică care a culminat cu un război civil, totul din cauză că Thomas se convertise recent la catolicismul roman. Și, în timp ce decizia lui Thomas de a se converti a fost o manevră politică forțată, dar întemeiată, în mintea sa, pe raționamente solide de salvare a ținutului său, el s-a angajat, de asemenea, să-și demonstreze devotamentul față de catolicism prin persecuția religioasă a celor din fosta sa religie. Aceste evoluții l-au determinat pe Stjepan să ofere krstjaninilor din Biserica Bosniacă un refugiu sigur și să se alăture otomanilor în sprijinul lui Radivoj, fratele exilat al lui Thomas; Radivoj era, de asemenea, un credincios al Bisericii Bosniace și a rămas așa în fața cruciadei lui Thomas împotriva adepților bisericii.
Cu toate acestea, în mod tradițional, atitudinea majorității bosniacilor față de religie, și cea a lui Vukčić nu a fost o excepție, a fost neobișnuit de flexibilă pentru Europa acelei epoci. El și-a luat un titlu după moaștele unui sfânt sârb ortodox, menținând în același timp relații strânse cu papalitatea. În 1454, a ridicat o biserică ortodoxă în Gorazde și a solicitat ca misionari catolici să fie trimiși din sudul Italiei pentru a face misionarism în țara sa, în tot acest timp nu s-a oprit niciodată în a dezvolta o relație strânsă și/sau să se alieze cu musulmanii otomani. Sfântul Scaun din Vatican l-a tratat ca pe un catolic, în timp Patriarhia Ecumenică a Constantinopolului l-a considerat ortodox.
În consecință, Stjepan a păstrat la curtea sa un prelat de rang înalt al Bisericii Bosniace, un diplomat și ambasador, bine cunoscut și extrem de influent, gost Radin Butković, ca cel mai apropiat consilier al său. A fost un protector dedicat al bisericii bosniace krstjani atâta timp cât a trăit. La sfârșitul vieții, el a folosit atât pe Radin, cât și pe preotul David, un mitropolit ortodox din Mileșeva, ca pe capelanii săi.

## Relațiile cu otomanii
La începutul anilor 1460, Stjepan a controlat toată Herțegovina de astăzi până la nord de Glamoč, cu excepția lui Nevesinje și Gacko, care erau sub control otoman. Stjepan știa că se va confrunta în curând cu un atac otoman, așa că a cerut Veneției să permită forțelor lui Skanderbeg să-i traverseze teritoriul pentru a-l ajuta, ceea ce a făcut, dar Skanderbeg nu a reușit să-și îndeplinească promisiunile. Când regele Thomas a murit în 1461, a fost succedat de fiul său mai mare Stephen în locul lui Sigismund, fiul său cu regina Katarina. De această dată, conștient de amenințarea otomană, Stjepan nu a contestat succesiunea. 
După ce a ocupat Regatul Bosniei în 1463, Mahmud Pașa a invadat și Herțegovina și a asediat Blagajul, după care Stjepan l-a trimis pe fiul său cel mai tânăr ca ostatic la Istanbul și a cedat otomanilor toate pământurile sale din nordul Blagajului.
Stjepan Vukčić a murit în 1466 și a fost succedat de fiul său cel mai mare Vladislav. 

## Urmași și moștenire

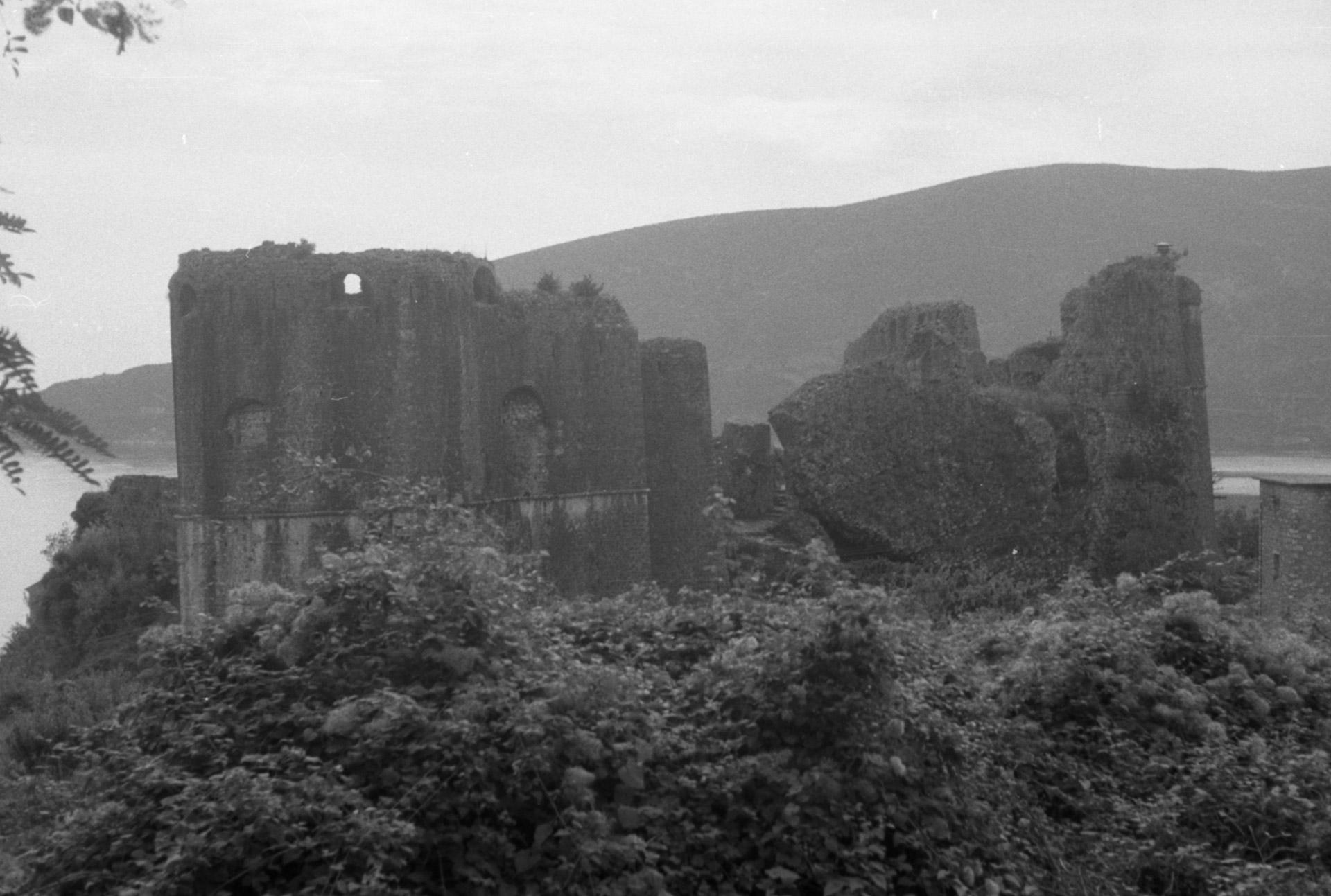
Cetatea lui Tvrtko din „Stari Grad” (Orașul Vechi)

Stjepan Vukčić a fost căsătorit de trei ori. În 1424, s-a căsătorit cu Jelena, fiica lui Balșa a III-a din Zeta (și nepoata mătușii sale, Jelena Balšić). Soția sa a murit în 1453. Doi ani mai târziu, s-a căsătorit cu Barbara (eventual del Balzo). Ea a murit în 1459. Căsătoria sa finală, în 1460, a fost cu Cecilie, de naționalitate germană. 
Cu prima sa soție Jelena, el a avut cel puțin patru copii: 

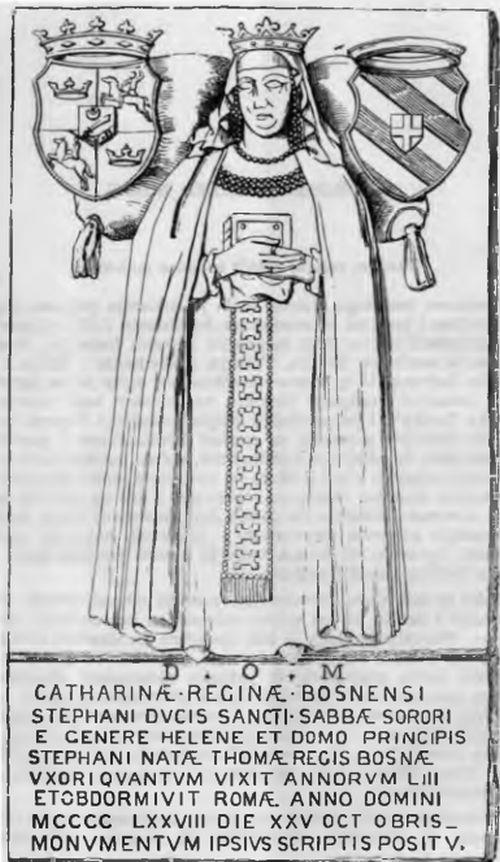
Fiica sa, Katarina Kosaca-Kotromanić, regină a Bosniei

- Katarina (1424-1478), s-a căsătorit cu regele Tomaš din Bosnia în 1446
- Vladislav Hercegović (c. 1427-1489), duce de Sf. Sava, Domn al Krajina, s-a căsătorit cu Kyra Ana, fiica lui Georgios Kantakuzenos în 1455
- Vlatko Hercegović (c. 1428-1489), duce de Sf. Sava, s-a căsătorit cu o nobilă apuliană
- Hersekzade Ahmed Pașa ( c. 1430-1515), botezat Stjepan; fiul cel mai mic al lui Stjepan Vukčić, pe care sultanul Mehmed a II-lea l-a luat ca ostatic, a devenit musulman în slujba sultanului. A devenit Marele Vizir și Mare Amiral al sultanului, s-a căsătorit cu fiica sultanului Baiezid al II-lea, Fatima, în 1482; și a avut descendenți cu ea.

Stjepan și a doua sa soție Barbara au avut un fiu care a trăit puțin (născut în 1456) și o fiică pe nume Mara. 
În 1482, Vladislav Hercegović a fost copleșit de forțele otomane conduse de fratele său, Hersekzade Ahmed Pașa. Herțegovina a fost organizată într-o provincie (Sangeacul Herțegovinei), care a devenit ulterior unul dintre sangeacurile Eyaletului Bosnia (1580).

### Moștenire
Orașul medieval Herceg Novi a fost fondat în locul unui mic sat pescăresc ca fortăreață în 1382 de către primul rege al Bosniei, Stjepan Tvrtko I Kotromanić și a fost numit inițial Sveti Stefan (Sfântul Ștefan). După moartea lui Tvrtko, ducele Sandalj Hranić a dobândit orașul Sveti Stefan. În timpul domniei sale, orașul a dezvoltat un comerț cu sare. Când Hranić a murit, nepotul său, Herzog Stjepan Vukčić Kosača, l-a moștenit. În timpul domniei sale, orașul a crescut în importanță și a devenit sediul lui Stjepan, primind un nou nume în această perioadă: Herceg Novi. Herzog Stjepan a întemeiat și mănăstirea Savina.